# 부이그
부이그(영어: Bouygues S.A.)는 프랑스에 본사를 둔 건설회사다.
빈치, 부이그, 에파주와 함께 프랑스의 3대 건설회사로 꼽혔다.